# Gíkas Khardoúvelis
Gíkas Khardoúvelis (Γκίκας Χαρδούβελης), né le 8 octobre 1955 à Poulithra (Arcadie, Grèce), est un économiste et banquier grec, nommé ministre des Finances dans le gouvernement Samarás le 9 juin 2014 en remplacement de Ioánnis Stournáras, à l'occasion d'un remaniement ministériel.

## Formation
Khardoúvelis a passé 20 années de sa carrière aux États-Unis. Il est titulaire d'un baccalauréat universitaire ès sciences de l'université Harvard et d'un maîtrise universitaire ès sciences en mathématiques appliquées obtenue en 1978 dans la même université. En 1983, il obtient un doctorat en économie à l'université de Californie à Berkeley. En 1994, il retourne en Grèce.

## Carrière
Après avoir été professeur-assistant à l'université Columbia de 1983 à 1989, puis respectivement professeur-associé et professeur à l'université Rutgers, Khardoúvelis est professeur de finance à l'université du Pirée en Grèce (2010).
Il est économiste en chef et directeur de la recherche économique à la Eurobank EFG et au Centre de recherche en économie politique à Londres, et  membre du Conseil scientifique de l'association grecque des banques. Il a été conseiller économique au sein de la Fed de 1987 à1993, de la Banque de Grèce de 1994 à 1995, puis économiste en chef de la banque commerciale Ethnikí Trápeza de 1996 à 2000 .
Il a été conseiller économique des Premiers ministres Kóstas Simítis de 2000 à 2004, et Loukás Papadímos de novembre 2013 à mai 2014.